# Vandernī-ye Soflá
Vandernī-ye Soflá (persiska: وَندِرنئ سُفلَى, ونارِنی سُفلَى, وِندَرنی سُفلَى, وِندِرنی سُفلَى, وُندَرنئ سُفلَى, وِندَرنئ سُفلَى, وَندِرنئ پائين, وندرنی سفلی) är en ort i Iran.   Den ligger i provinsen Kurdistan, i den nordvästra delen av landet, 400 km väster om huvudstaden Teheran. Vandernī-ye Soflá ligger 1 611 meter över havet och antalet invånare är 313.
Terrängen runt Vandernī-ye Soflá är huvudsakligen kuperad, men västerut är den platt. Runt Vandernī-ye Soflá är det ganska tätbefolkat, med 185 invånare per kvadratkilometer. Närmaste större samhälle är Kāmyārān, 6,7 km väster om Vandernī-ye Soflá. Trakten runt Vandernī-ye Soflá består i huvudsak av gräsmarker.